# 菊元俊文
菊元 俊文（きくもと としふみ、1963年1月20日 - ）は日本のブラックバス釣りのプロ（バスフィッシング・プロフェッショナル）。大阪府出身。血液型はA型。既婚。

## 人物
エバーグリーン開発スタッフとして数々の名タックルを世に送りだす。本人は『車もバスも、デカイのが好き』と語る。釣りのスタイルは豪快にしてパワフル。ビッグベイト、ラバージグやビッグダディなどのルアーを好む。また趣味でクワガタを飼育し、特にツヤクワガタを得意分野とし数々の大型個体を羽化させビークワギネスに登録している。
JBTA（現JB（日本バスプロ協会））時代に激しくいがみ合っていたという今江克隆が親友であり、最大のライバル。この2人の関係は、田辺哲男に「今江は子供だけど、菊ちゃんは大人」と評された事がある。
中学3年の夏、東条湖にて初めてのバスを釣る。
1986年の秋、JBTAの関西で初めてのトーナメント、東レソラロームカップが行われ参戦。
バスプロとなっての初試合、バグリーのバングオーB6インチを使い、当時のレコードとなるビッグバス、およびレコードとなるトータルウェイトを叩き出し優勝。バングオーB6インチが一時流行する。この試合で、今江克隆も同じルアーを使い準優勝している。
1997年度、初代JBワールドチャンピオンとなる。
2002年よりあえてトーナメントを離れ、その後はタックル開発に励む。日本がビッグベイトブームに湧いたのも彼の活躍の為である。

## 出演作品

### VHS
- スーパーバンクフィッシング (フィッシュマン)
- スーパーバンクフィッシング 2 (1996年8月5日、フィッシュマン)
- スーパーバンクフィッシング 3 (1996年9月15日フィッシュマン)
- スーパーバンクフィッシング 4 (フィッシュマン)
- Wild about BASSING (内外出版社) ISBN 978-4930678010
- Wild about BASSING 2 (内外出版社) ISBN 978-4930678027
- Wild about BASSING 3 (内外出版社) ISBN 978-4930678041
- Wild about BASSING 4 (内外出版社) ISBN 978-4930678065
- Wild about BASSING 5 (内外出版社) ISBN 978-4930678089
- 一刀両断 (内外出版社) ISBN 978-4930678126
- 一刀両断 II (内外出版社)
- 一刀両断 III (内外出版社) ISBN 978-4930678133
- 一刀両断 IV (内外出版社) ISBN 978-4930678300
- 一刀両断 V (内外出版社) ISBN 978-4930678348
- 一刀両断 VI (内外出版社)

### DVD
- 一刀両断 VII (2005年8月12日、内外出版社) ISBN 978-4930678737
- Wild about BASSING Part 1 classic (2005年10月26日、内外出版社) ISBN 978-4930678799
「Wild about BASSING 1~3」のDVD版。
- Wild about BASSING Part 2 classic (2005年10月26日、内外出版社) ISBN 978-4930678805
「Wild about BASSING 4~5」のDVD版。
- 一刀両断 VIII (2006年9月27日、内外出版社) ISBN 978-4930678997
- 一刀両断 IX (2007年11月9日、内外出版社)
- 一刀両断 X (2008年9月26日、内外出版社) ISBN 978-4862570574
- 一刀両断the BEST SELECTION (2010年3月20日、内外出版社) ISBN 978-4862570994
「一刀両断 I~VI」までの総集編
- 一刀両断the BEST SELECTION 2(2011年12月15日、内外出版社)
「一刀両断 I~VI」までの総集編
- 菊元俊文 モメンタム 東西の人気河川徹底攻略 (2012年9月、つり人社) ISBN 978-4864472234
- エギングファイルイカ釣り最強バイブル 2 (2006年6月、内外出版社) ISBN 978-4930678935
- エバーグリーン　EG-CLIMAX/Big Bass Mix　Vol.1 (エバーグリーンインターナショナル)
- エバーグリーン　EG-CLIMAX/EGクライマックス　Vol.2 (エバーグリーンインターナショナル)
- BIG BITE EXTRA Vol.1(釣りビジョン)
- BIG BITE EXTRA Vol.2(釣りビジョン)
- BIG BITE EXTRA Vol.3(釣りビジョン)

## 出演

### テレビ番組
- 釣りビジョン BIG BITE
- The Hit (サンテレビ)
- 有田P おもてなす（2019年3月 、NHK総合）

### CM
- エバーグリーン CM

## 著書
- 菊元俊文のスーパーバンクテクニック―陸っぱりバス完全教書 (1997年5月、フィッシュマン) ISBN 978-4938964009

## その他
ものまねタレントくじらのネタのレパートリーの中に菊元のものまねがある。キャッチフレーズは「菊元俊文の電撃 鬼合わせ!」
関和学の結婚式や国際フィッシングショー等で二人は面識がある。